# العائلة والزواج من نفس الجنس

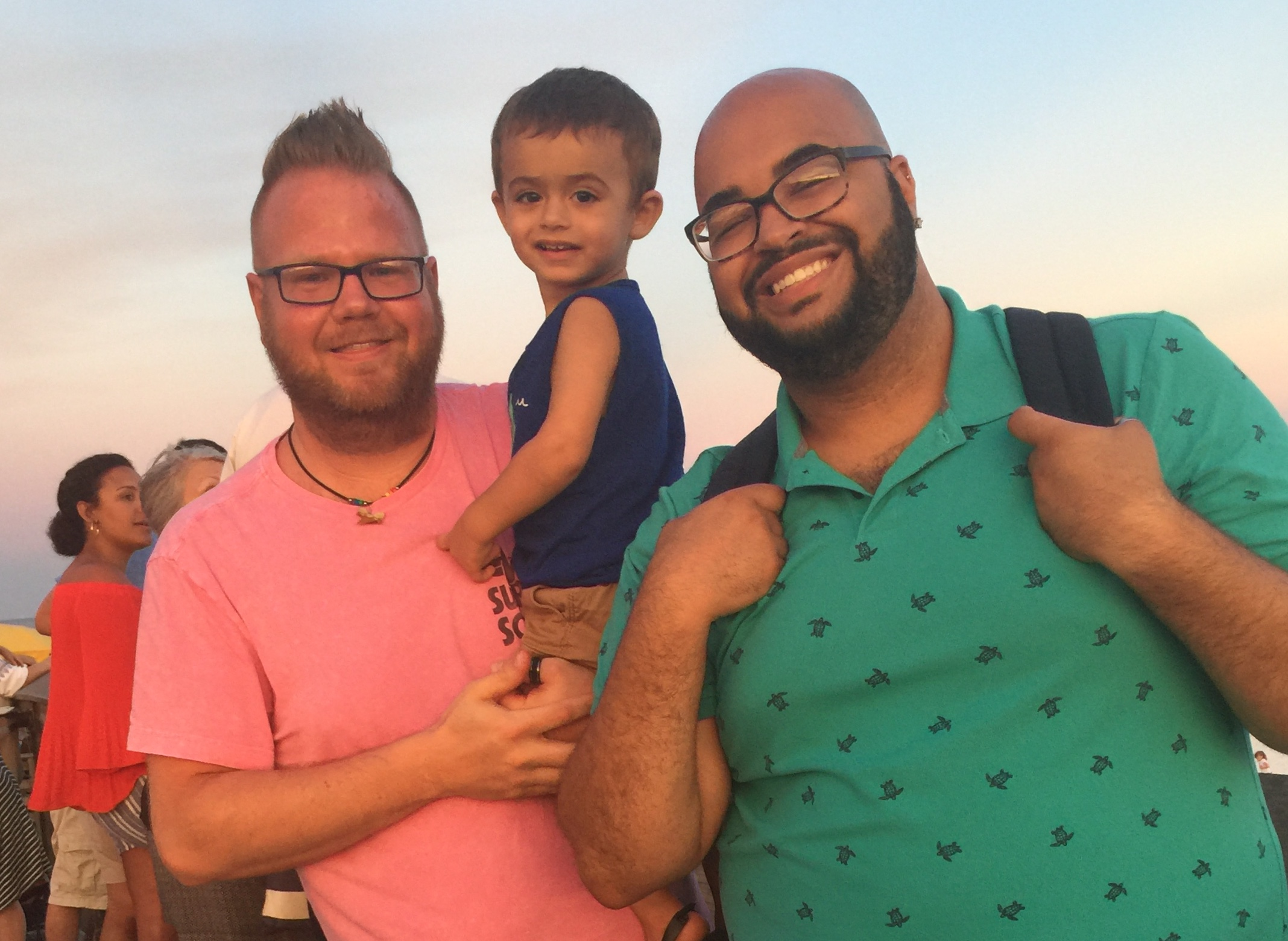

تتصدر مخاوف العائلة والزواج من نفس الجنس جدالات شرعنة الزواج من نفس الجنس. هناك في الولايات المتحدة من مليون إلى 9 ملايين طفل لأب مثلي أو أم مثلية على الأقل. لذلك تُبنى الجدالات المؤيدة والمعارضة للزواج من نفس الجنس على مستقبل هؤلاء الأطفال. 

## البحث العلمي ومواقف المنظمات العلمية المحترفة
تظهر أبحاث علمية بشكل متسق أن الأب المثلي أو الأم المثلية صالحان لرعاية الأطفال مثلهم كمثل الوالدين المغايرين جنسيًا، وأن الأبناء ستكون صحتهم النفسية مماثلة لأولئك المولودين لأبوين مغايرين. طبقًا لمراجعات المصنفات العلمية المنشورة في المجلات رفيعة المستوى، الخاضعة للمراجعة العلمية، فلا يوجد دليل يثبت عكس ذلك. تشير بعض التقارير الصادرة عن الرابطة الأمريكية لعلم النفس أن المهارات الأبوية للأب أو الأم المثليين قد تكون متفوقة. يصرح بيبلاتز وستايسي أنه وبينما يظهر البحث العلمي العائلات ذات الأبوين على الأقل هي الفضلى للأطفال، ولكن نتائج وجود أكثر من أبوين في العائلة لم تخضع للدراسة بعد. 

### الولايات المتحدة
كما لاحظت العالمة جوديث ستايسي من جامعة نيويورك: «من النادر وجود إجماع في العلوم الاجتماعية كالإجماع حول الأبوة المثلية، ولهذا أصدرت الأكاديمية الأمريكية لطب الأطفال وكل المنظمات المحترفة ذات الخبرة في مسألة رفاه الأطفال قراراتها وتقاريرها داعمةً لحقوق الأبوة المثلية». بين هذه المنظمات المنتشرة في الولايات المتحدة: الجمعية الأمريكية للأطباء النفسيين ورابطة المحامين الأمريكية والمجلس الشمالي للأطفال القابلين للتبني والأكاديمية الأمريكية لطب الأطفال ورابطة التحليل النفسي الأمريكية والأكاديمية الأمريكية لأطباء الأسرة.

في عام 2013، صرحت الأكاديمية الأمريكية لطب الأطفال قائلة:
بناءً على المراجعات الشاملة للمصنفات العلمية المتعلقة بنمو وتكيف الأطفال ذوي الأبوين من نفس الجنس، بالإضافة للدليل القائم حول الفوائد القانونية والاجتماعية والصحية لهذا الزواج بالنسبة للأطفال، تستنتج الأكاديمية الأمريكية لطب الأطفال أنه من مصلحة الأطفال أن يحظوا برعاية وتربية دائمة مع الزواج المدني، بغض النظر عن جنس الأبوين أو توجههما الجنسي. 
في عام 2006، أشار تقرير الرابطة الأمريكية لعلم النفس والجمعية الأمريكية للأطباء النفسيين والرابطة الوطنية للعمال الاجتماعيين في شهادتهم أمام المحكمة العليا لولاية كاليفورنيا: 
لا توجد أدلة علمية تدعم الزعم الشائع في الجدالات السياسية بأن الآباء المغايرين جنسيًا أفضل من المتزوجين من نفس الجنس بصورة طبيعية، أو أن أطفال الأبوين المثليين أسوأ من المغايرين. يجب مقارنة نتائج الأشكال المختلفة من الأبوة بصورة صحيحة. على سبيل المثال، فإن أغلب الاختلافات عند الآباء لا تعزى للتوجه الجنسي أو الجنس. يشير البحث العلمي بخصوص الآباء المغايرين جنسيًا أن –مع تساوي كل شيء آخر– الأطفال ذوي فردين أبويين أفضل من ذوي الأب الواحد أو الأم الواحدة. لا تتعلق الدراسات البحثية المستشهد بها في هذا السياق بالتوجه الجنسي للأبوين، وبالتالي لا تسمح بأي استنتجات للمقارنة بين الزوجين من نفس الجنس أو الزوجين المغايرين جنسيًا. قارن البحث العلمي بالفعل بين الزوجين من نفس الجنس والزوجين المغايرين جنسيًا فيما يخص الأبوة ونتائجها على الأطفال، وأظهرت نتائج المقارنة أن الأبوين من نفس الجنس لائقان تمامًا مثل المغايرين جنسيًا، والأطفال من الجانبين بنفس الصحة النفسية والتكيف . أكدت الشهادة أن أهلية الأبوين من نفس الجنس لتربية الأطفال ليست منطقة نزاع في الأوساط العلمية الموثوقة. إذ اتفق الخبراء من المنظمات العلمية المحترفة أن الأطفال الناشئين لأبوين مثليين لا يختلفون عن الأطفال للأبوين المغايرين في أي جانب. لا يقترح أي دليل تجريبي آخر عكس ذلك. لن يتأثر الأطفال للآباء المغايرين جنسيًا من زواج فردين مثليين قانونيًا، ولكن سيستفيد به الأطفال الناشئين لأبوين مثليين. 
تشير الدراسات الخاضعة للمراجعة العلمية إلى عدم وجود أي بحث علمي يدعم القناعة الشائعة حول أهمية جندر الأبوين بالنسبة للطفل وصحته النفسية. تتوافق منهجية الدراسات الرئيسة حول الزواج من نفس الجنس مع معايير البحث العلمي في مجال علم النفس التنموي وعلم النفس عامة، وتُعتبر جديرة بالثقة كما يؤكد أعضاء تلك المهن العلمية. 

### كندا
صرحت الرابطة الكندية لعلم النفس بالآتي: 
الاعتقادات القائلة بأن الآباء المثليين ليسوا بمثل كفاءة الآباء المغايرين، أو أن النمو النفسي للأطفال ذوي الأبوين المثليين أو الأميين المثليتين، هي اعتقادات معطوبة وليس عليها أي دليل في العلم. موقفنا مبني على مراجعة مأخوذة من 50 دراسة تجريبية و50 مقال على الأقل وفصول الكتب المتعلقة بالموضوع، ولم نجد نتيجة واحدة تدعم هذا الزعم. تستمر المراجعات المبنية على الأبحاث النفسية حول الصحة النفسية للأطفال ذوي الآباء من الجنسين المختلفين مقارنة بالزواج من نفس الجنس في الإشارة إلى غياب أي اختلافات مهمة في الصحة العقلية أو التكيف الاجتماعي، وفي الإشارة إلى تماثل كفاءة الزوجين من نفس الجنس من حيث الأبوة مقارنة بالأبوين من جنسين مختلفين.

المعارضة للزواج من نفس الجنس، على أساس أنه يفشل في سد احتياجات الأطفال أو حقوقهم، لا تراعي البحوث النفسية في هذا الموضوع، أو تستخرج منها استنتاجات غير دقيقة. تفترض معارضة الزواج من نفس الجنس أيضًا، أن منع الزواج من نفس الجنس سيقلل ولادة أو تربية أطفال في عائلات من نفس الجنس. تتجاهل تلك الحجة أن الأطفال سيولدون ويتربون سواءً كان الوالدان زوجين أو لم يتزوجا أو كانا يعيشان مع بعضهما، إن غير المرتبطين – سيكون أغلبهم من المغايرين جنسيًا وبعضهم من المثليين جنسيًا. لم تشر المؤلفات العلمية (ومنها المؤلفات التي يبدو أن المعارضين للزواج من نفس الجنس يعتمدون عليها) إلى أن حالة الأبوين المادية أو النفسية أو الجسدية تتحسن بالزواج، أو أن الأطفال يستفيدون من قانونية زواج الأبوين. كما صرحت الرابطة الكندية لعلم النفس في عام 2003، فإن الضغوطات التي يواجهها المتزوجان من نفس الجنس تنشأ من نظرة المجتمع إليهما وتعامله معهما عن أي نقص في صلاحيتهما كأبوين. تقدر الرابطة الكندية لعلم النفس أن الأشخاص والمؤسسات يحق لهم التعبير عن آرائهم ومواقفهم حول هذه القضية. ولكن تتخوف الرابطة من سوء تأويل نتائج البحث النفسي لدعم مواقفهم، وفي الواقع تكون مواقفهم مبنية على معتقدات أو منظومات قيمية. 

### أستراليا
صرحت الجمعية الأسترالية لعلم النفس في عام 2007 قائلة: "تشير مصنفات الدراسات العائلية إلى أن العمليات العائلية (مثل جودة الرعاية الأبوية والعلاقات في العائلة) هي المساهمة في تحديد صحة الطفل النفسية في العائلة، وليست بنية العائلة مثل عدد الآباء أو الجنس أو الميول الجنسية أو حياة الأبوين معًا. يشير البحث العلمي إلى أن الممارسات الأبوية ونتائجها على الأطفال في العائلات المكفولة بأبوين مثليين تماثل عائلات الآباء المغايرين جنسيًا، بالرغم من وجود تمييز قانوني ولامساواة وتحديات لهذه العائلات. وبالتالي فإن السبب الأساسي لعدم السماح لمثليين بالزواج القانوني كان مبنيًا على افتراض خاطئ بأن ذلك لا يصب في مصلحة الأطفال الناشئين في تلك العائلات، وأن الأطفال يحتاجون إلى عائلة لها أب ولها أم من جندرين مختلفين. وكما تشير المراجعات والتصاريح والتوصيات التي يدلي بها الخبراء والهيئات المحترفة، فإن تطور هذا المفهوم، والقوانين والسياسات العامة المبنية عليه، يعيق سلامة هؤلاء الأطفال النفسية.